# Grzybinkowate
Grzybinkowate, grzybinki (Leiodidae) – rodzina chrząszczy. Zalicza się do niej około 2000 opisanych przez naukę gatunków. Kształt osobnika jest zwykle globularny, rzadziej wydłużony. Osiągają one rozmiary małe lub bardzo małe (do 10 mm). Większość gatunków posiada pałeczkowate czułki.
Larwy i imago pożywiają się na grzybach w gnijącej roślinności lub szczątkach zwierzęcych. Niektóre gatunki zamieszkują w ptasich gniazdach.
Przedstawiciele tej rodziny występują w całej Europie z wyjątkiem północnych jej krańców oraz w całej Azji, Ameryce Północnej i Afryce Północnej.

## Systematyka
Do rodziny tej należy 6 podrodzin:
- Podrodzina Camiarinae Jeannel, 1911
- Podrodzina Catopocerinae Hatch, 1927
- Podrodzina Cholevinae Kirby, 1837 – zyzkowate[5]
- Podrodzina Coloninae Horn, 1880 – wyrwikowate[5]
- Podrodzina Leiodinae Fleming, 1821
- Podrodzina Platypsyllinae Ritsema, 1869